# Robert Harper (színművész)
Robert Francis Harper (New York, 1951. május 19. – Rotterdam, Hollandia, 2020. január 23.) amerikai színész.

## Filmjei
- Anyu a sztár (Mommie Dearest) (1981)
- Creepshow – A rémmesék könyve (Creepshow) (1982)
- Volt egyszer egy Amerika (Once Upon a Time in America) (1984)
- Kung-fu – A film (Kung Fu: The Movie) (1986, tv-film)
- Foglalkozása: fejvadász (Wanted: Dead or Alive) (1987)
- Halálos cselszövés (Deadly Deception) (1987, tv-film)
- Murder Ordained (1987, tv-film)
- Némasági fogadalom (Amazing Grace and Chuck) (1987)
- Not Quite Human (1987)
- Frank's Place (1987–1988, tv-sorozat, 22 epizódban)
- Otthonról hazafelé (Outback Bound) (1988, tv-film)
- Ikrek (Twins) (1988)
- Los Angeles-i fojtogatók (The Case of the Hillside Stranglers) (1989, tv-film)
- My Name Is Bill W. (1989, tv-film)
- A rózsák háborúja (The War of the Roses) (1989)
- Gyilkosok nyomában (Love and Lies) (1990, tv-film)
- Gyermekáldás (Babies) (1990, tv-film)
- Lesújt a múlt (Payoff) (1991, tv-film)
- Dermesztő szenvedély (Final Analysis) (1992)
- Fenegyerekek (Gunmen) (1993)
- Áldozat vagy gyilkos (The Wrong Man) (1993)
- The Siege at Ruby Ridge (1996, tv-film)
- Agyament Harry (Deconstructing Harry) (1997)
- Molly, vár a világ (Molly) (1999)
- A bennfentes (The Insider) (1999)
- Philly (2001–2002, tv-sorozat, 13 epizódban)